# Combate de Mesamávida
El Combate de Mesamávida fue una victoria del ejército realista sobre las fuerzas del ejército patriota argentino-chileno librada el 23 de febrero de 1819 tras la Segunda campaña al sur de Chile.

## Antecedentes
Victorioso en la batalla de Maipú, el general José de San Martín regresó a Buenos Aires para impulsar los preparativos de la expedición libertadora del Perú.
El comandante realista Mariano Osorio con solo unos 600 hombres pudo llegar a Talcahuano donde reuniendo guarniciones locales y milicias voluntarias levantó un nuevo ejército que para el mes de julio contaba con 2161 hombres de las tres armas.
Los realistas controlaban Chiloé y Valdivia, así como buena parte de la provincia de Concepción. La línea patriota se extendía sobre el río Maule con base en Talca, y era defendida solo por algunas tropas del Regimiento de Granaderos a Caballo al mando del comandante argentino José Matías Zapiola.
El 8 de septiembre tras desmantelar las defensas de Talcahuano Osorio regresó a Lima con unos 800 hombres dejando en Chile al mando del coronel Juan Francisco Sánchez unos 1100 hombres, milicias locales mandadas por oficiales españoles, con excelente conocimiento del territorio pero indisciplinados y mal armados.
En octubre consiguieron desembarcar en Talcahuano 529 hombres del regimiento Cantabria, con lo que las fuerzas al mando del coronel Sánchez superaban los 1600 hombres, pese a lo cual decidió evacuar Concepción (tropas y población civil) y replegarse sobre Los Ángeles para reorganizar la defensa en concurso con los araucanos.
Zapiola recibió refuerzos y el 7 de noviembre inició una ofensiva, ocupando Chillán en la madrugada del 13 de noviembre, pero contando con fuerzas inferiores y temiendo ser flanqueado por la cordillera y cortado, el 15 de noviembre regresó a Parral donde encontró instrucciones de detener el avance y mantener la posición hasta la llegada de un nuevo comandante.
Mientras en Santiago de Chile se preparaban los refuerzos para reanudar la campaña en el sur y se impulsaba el nombramiento de un nuevo comandante se envió al coronel Ramón Freire como comandante en jefe de las fuerzas al sur del Maule e intendente de la provincia de Concepción y al teniente coronel Manuel Escalada como nuevo comandante de los Granaderos en reemplazo de Zapiola. El 19 de diciembre iniciaron su avance y el 24 de diciembre una compañía de Granaderos al mando de Miguel Caravajille ocupaba Chillán.

### Segunda campaña al sur de Chile
El 26 de diciembre se hacía cargo del Ejército del Sud el brigadier Antonio González Balcarce. Contaba con un ejército de 3385 efectivos de las 3 armas, compuesto del Regimiento de Granaderos a Caballo (Manuel Escalada), Escolta Directorial, 8 piezas de artillería, los batallones de infantería Cazadores de Los Andes (Rudecindo Alvarado), N° 1 de Chile y Cazadores de Coquimbo (Isaac Thompson).
El 15 de enero de 1819 inició su avance mientras los realistas se replegaban. En la noche del 17 de enero, Sánchez inició la retirada de sus tropas y los civiles de Concepción hacia el Biobío para cruzarlo por el vado de Santa Fe, que alcanzaron el día 18.
Ese mismo día la vanguardia patriota al mando del sargento mayor Benjamín Viel ocupó Los Ángeles y tras recorrer 14 leguas a marchas forzadas llegó al río donde empezó a hostigar el cruce mientras llegaban refuerzos. En la tarde del 19 de enero de 1819 el comandante Rudecindo Alvarado con los Granaderos, el batallón de Cazadores y una pieza de artillería atacó a la retaguardia realista que intentaba cruzar el río. En la Batalla de Biobío los patriotas sufrieron 20 bajas y los realistas perdieron 500 hombres, 5 piezas de artillería, armas, ganado y bagajes, todo ireemplazable en esas circunstancias.
Asegurada la posición, el Regimiento de Granaderos a Caballo al mando del coronel Escalada cruzó el Biobío y batió una división de 400 indios, causándoles 40 muertos y sufriendo 8 bajas.
El 30 de enero los Granaderos ocupaban Nacimiento mientras Sánchez continuaba su repliegue hacia el sur alcanzando Tucapel el 2 de febrero. Allí una junta resolvió dividir las fuerzas realistas. Una división de 500 milicianos al mando de Vicente Benavides permanecería en el territorio resistiendo el avance patriota mientras el resto al mando de Sánchez marcharía a Valdivia.
Balcarce decidió no perseguirlos. En su parte manifestaba que lo hacía debido tanto al "fatal estado de la caballada con que cuento (pues sólo me han remitido ciento sesenta caballos de los mil que debían venirme) como porque sería mui peligroso internarme por montañas y estrechos desfiladeros, antes de poner a los indios de mi parte".
Por otra parte, Balcarce consideraba que el núcleo del ejército realista había sido aniquilado, sus condiciones logísticas eran deplorables, su moral baja y que las mismas dificultades mencionadas para arribar a Valdivia actuarían sobre la tropa en retirada asegurando su disolución.
Confirmando en ese aspecto las previsiones de Balcarce, "cuando llegaron los realistas á la citada plaza de Valdivia á principios de marzo contaban escasamente con la fuerza de 550 hombres la mayor parte europeos i todos en el estado mas abatido de miseria i desnudez".
Balcarce dio por terminada la campaña y tras dejar parte de las tropas, principalmente infantería, al mando de Freire, el 17 de febrero regresaba a Santiago. No obstante Benavides consiguió levantar rápidamente un nuevo ejército de milicianos e indios y poner nuevamente en pie de guerra la campaña y ya el 21 de febrero batió un destacamento patriota en Santa Juana.

## Combate de Mesamávida
Rápidamente la situación de la frontera se agravó, especialmente en el territorio de la Isla de la Laja donde el levantamiento se hizo general. El área estaba a cargo del comandante argentino Isaac Thompson que permanecía acantonado en el pueblo de Los Ángeles.
El mismo 21 de febrero, mientras el teniente José Antonio Riveros era derrotado en Santa Juana, Thompson recibió noticias de que una partida numerosa de indios se dirigía al Biobío para destruir las balsas que los patriotas tenían en Negrete, por lo que al anochecer envió un destacamento de 50 fusileros del Batallón de Coquimbo al mando del capitán graduado Ramón Romero y un reducido destacamento de Granaderos al mando del joven teniente Manuel Alejandro Pueyrredón.
Al amanecer del 22, al alcanzar las márgenes del río en Mesamávida, en las inmediaciones de Negrete, el reducido contingente patriota advirtió que los indios iban a cruzar el Biobío a su frente mientras que por detrás avanzaban 400 fusileros españoles del Batallón Cantabria y más indios, en total 800 hombres, que habían permanecido emboscados. Así rodeados y encajonados entre barrancas que no podían superarse, el destacamento echó pie a tierra y repelió a tiros la aproximación envolvente de sus enemigos.
Súbitamente los indios cargaron sin detenerse sobre el cuadro de infantería y lancearon a los infantes y al oficial que los mandaba, visto lo cual montaron los de caballería para romper la línea enemiga y escapar. Tres veces lo intentaron estrellándose en vano contra la masa que los rodeaba disminuyendo sus efectivos a cada choque, Finalmente todos murieron, tan solo el teniente Pueyrredón y tres soldados confundidos entre los cadáveres fueron recogidos luego gravemente heridos.
Pueyrredón relataría así el hecho: "Atacado por los enemigos echamos pie a tierra. Los primeros que nos cargaron fueron 400 hombres de infantería de Cantabria. Los rechazamos. En seguida cargaron los indios y en un momento nuestra pequeña división estaba tendida, sin que quedase parado un sólo hombre, y aunque salvamos cuatro, tres soldados y yo, fuimos dejados por muertos en el campo".
Sería el fin de la participación del glorioso regimiento de Granaderos en la Campaña del Sur. En palabras de Pueyrredón: "Allá hemos recorrido las grandes montañas de la derecha del majestuoso Biobío, las fértiles costas del Arauco y Tucapal, subido hasta la Imperial, atravesado los grandes bosques de robles que elevan sus copas en las nubes, los manzanares silvestres que embriagan a los indios con su chicha, la gran cuesta de Villagrán, donde el célebre conquistador venció al heroico Caupolicán, las montañas de Angol, magnífico país, donde la naturaleza desplegó su esmero".
El mismo 23 de febrero, fuerzas de Benavides iniciaban el sitio de Los Ángeles. Si bien toda amenaza real a la independencia de Chile y Argentina había desaparecido, la Guerra a muerte recién comenzaba.